# Rezervația cu lalea pestriță Vălenii de Mureș
Rezervația cu lalea pestriță Vălenii de Mureș este o arie protejată de interes național ce corespunde categoriei a IV-a IUCN (rezervație naturală de tip botanic), situată în Transilvania, pe teritoriului județului Mureș.

## Localizare
Aria naturală este situată în Câmpia Transilvaniei (în bazinul hidrografic al Mureșului), în extremitatea nordică a județului Mureș (aproape de granița cu județul Bistrița-Năsăud), pe teritoriul administrativ al comunei Brâncovenești, satul Vălenii de Mureș, în apropierea drumului național DN15, care leagă Reghinul de orașul Toplița. 

## Descriere
Rezervația naturală a fost declarată arie protejată prin Legea Nr.5 din 6 martie 2000, publicată în Monitorul Oficial al României, Nr.152 din 12 aprilie 2000, privind aprobarea Planului de amenajare a teritoriului național - Secțiunea a III-a - zone protejate și are o suprafață de 2,25 hectare.
Aria protejată reprezintă o pajiște naturală cu umiditate ridicată aflată în lunca dreaptă a Mureșului, în al cărei areal vegetează specii de plante hidrofile rare; printre care: lalea pestriță (Fritillaria meleagris), floarea cucului (Lychnis flos-cuculi), piciorul cocoșului (Ranunculus repens), târsă-mare (Deschampsia caespitosa), bucățel (Agrostis canina), vițelar (Anthoxantum odoratum), rogoz (din speciile: Carex vulpina, Carex elongata), rogojel (Juncus effusus), păiuș roșu (Festuca rubra) sau firuță (Poa pratensis).

## Căi de acces
- Drumul naționl DN15, pe ruta: Reghin - Suseni - Brâncovenești - Vălenii de Mureș.

## Monumente și atracții turistice
În vecinătatea rezervației naturale se află câteva obiective de interes istoric, cultural și turistic; astfel:

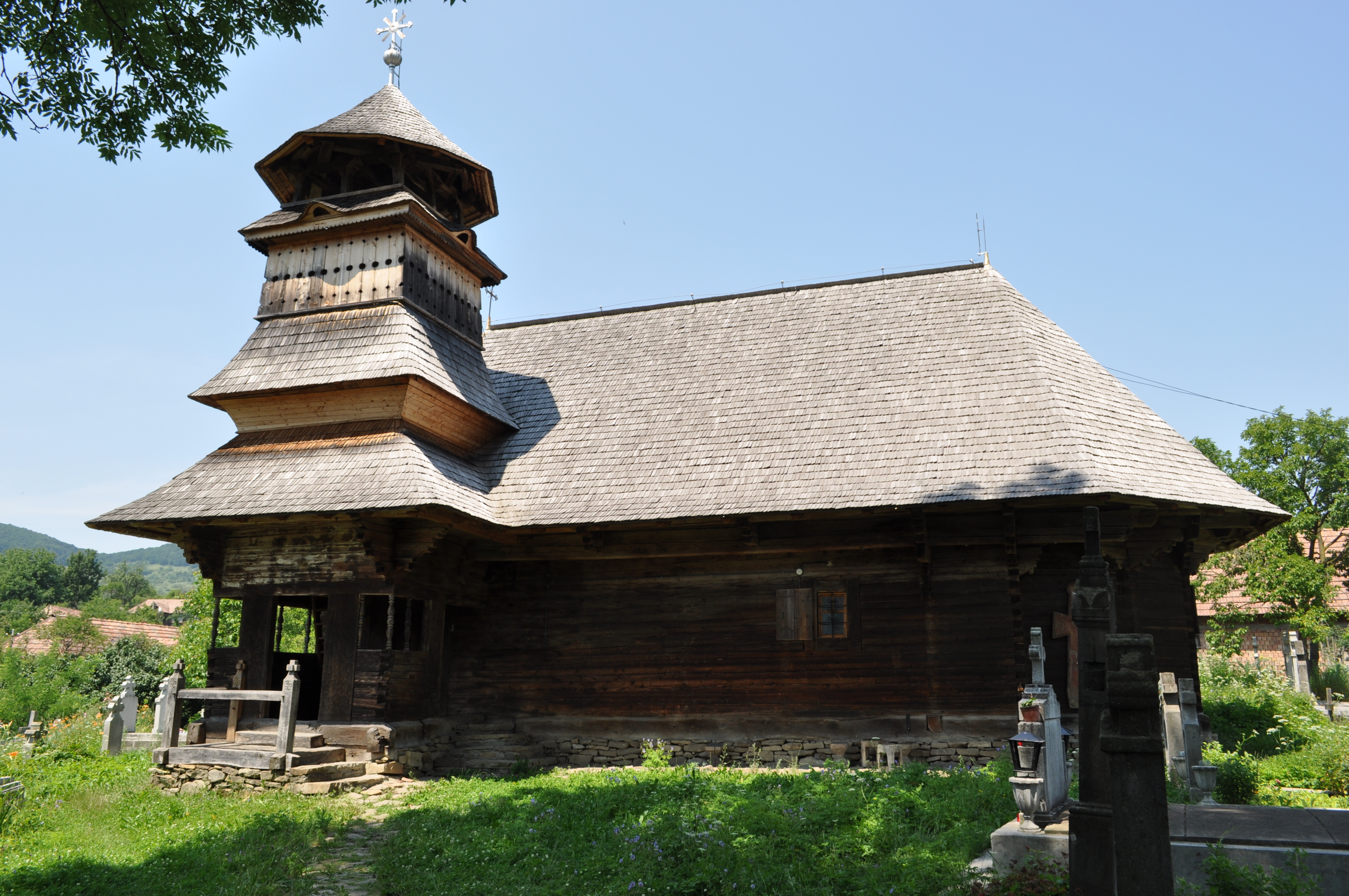
Biserica de lemn din Săcalu de Pădure

- Biserica reformată din Brâncovenești, construcție 1727, monument istoric (cod LMI MS-II-m-B-15615).
- Biserica de lemn "Înălțarea Domnului" din Săcalu de Pădure, construcție 1809, monument istoric (cod LMI MS-II-m-A-15783).
- Așezarea romană și castrul de la Brâncovenești (Epoca romană).
- Ansamblul castelului Kendy-Kemeny din Brâncovenești (Castelul Kendy-Kemeny și parcul dendrologic), construcție sec. XVI, sec. XIX, monument istoric (cod LMI MS-II-a-A-15616).